# Beta-laktam

Penicillin. Beta-laktamringen är fyrkanten i mitten

En beta-laktam (β-laktam) är en cyklisk amid med tre kolatomer och en kväveatom i ringstrukturen. Beta-laktamerna är mest kända för att de utgör den reaktiva delen av beta-laktamantibiotika som penicillin, monobaktam, cefalosporin och karbapenem.